# ماري رينولدز
ماري رينولدز (بالإنجليزية: Mary Reynolds) هي لاعب كرة قاعدة أمريكية، ولدت في 27 أبريل 1921 في غاستونيا في الولايات المتحدة، وتوفي بنفس المكان في 9 مايو 1991.